# Малий Дреновець
Ма́лий Дрено́вець (болг. Мали Дреновец) — село у Видинській області Болгарії. Входить до складу общини Димово.

## Населення
За даними перепису населення 2011 року у селі проживали 73 особи, з них 71 особа (98,6%) — болгари.
Розподіл населення за віком у 2011 році:
Динаміка населення: